# Zophorame simoni
Espèce
Zophorame simoni est une espèce d'araignées mygalomorphes de la famille des Barychelidae.

## Distribution
Cette espèce est endémique du Queensland en Australie. Elle se rencontre dans le parc national du mont Cook et vers le cap Tribulation

## Publication originale
- Raven, 1990 : A revision of the Australian spider genus Trittame Koch (Mygalomorphae: Barychelidae) and a new related genus. Invertebrate Taxonomy, vol. 4, no 1, p. 21-54.